# Constantino Ducas (coimperador)
Constantino Ducas (em grego: Κωνσταντίνος Δούκας; romaniz.: Kōnstantinós Doukas; c. 1074–c. 1095) foi um coimperador bizantino entre 1074 e 1078 e entre 1081 e 1087. Pertenceu a dinastia Ducas e era o filho do imperador Miguel VII Ducas (r. 1071–1078) e sua esposa georgiana, Maria da Alânia (r. 1071–1081).

## Biografia
Constantino era "porfirogênito", ou seja, ele nasceu na realeza, e foi associado ao trono por seu pai logo que nasceu. Além disso, ele foi logo envolvido na diplomacia imperial, tendo se tornado, ainda criança, noivo de Olímpia da Apúlia, renomeada para Helena, a filha do líder normando Roberto Guiscardo e de Sigelgaita. Após seu pai ter sido forçado a abdicar, em 1078, a mãe de Constantino, Maria, se casou com o novo imperador, Nicéforo III Botaniates, mas não conseguiu convencê-lo a reconhecer o estatuto imperial e os direitos de sucessão de seu filho. A remoção de Constantino também envolveu o rompimento do noivado com a filha de Roberto Guiscardo, que se utilizou disto como pretexto para iniciar ataques militares contra o Império Bizantino.
Após a queda de Botaniates em 1081, a intimidade de Maria (não se sabe de que natureza) com seu sucessor, Aleixo I Comneno e a sua aliança com a família Ducas, fez com que Constantino fosse restaurado como coimperador. Sua assinatura estava em todos os documentos emitidos por Aleixo e ele acompanhou o imperador em todos os eventos públicos. Quando Ana Comnena, a primeira filha de Aleixo I e Irene Ducas nasceu, ela se tornou imediatamente noiva de Constantino, o que confirmou a sua posição como sucessor. A pedido de Maria, um renomado filósofo e arcebispo de Ácrida, Teofilacto da Bulgária, escreveu um tratado especial para a educação do jovem príncipe.
Porém, a posição de Constantino foi minada por sua saúde frágil e, de forma mais imediata, pelo nascimento de um filho (o futuro João II Comneno) de Aleixo I em 1087. Mesmo tendo perdido o estatuto de coimperador e de herdeiro do trono, Constantino permaneceu nas graças do imperador e manteve a sua amizade, enquanto que sua mãe foi forçada a entrar para um convento. Durante a campanha de Aleixo contra os sérvios, em 1094, Constantino recebeu o imperador para jantar e o entreteve por sua própria conta e, posteriormente, se recusou a se juntar a uma rebelião contra Aleixo. Aparentemente, Constantino morreu em 1095.[carece de fontes?]